# Paul Reardon
Paul Reardon (* 1930) ist ein US-amerikanischer Physiker, der leitende Funktionen bei verschiedenen Teilchenbeschleunigerexperimenten und solchen zur Fusionsforschung hatte und ein Pionier für supraleitende Magnete für Synchrotrone und Tokamaks war.
Reardon besuchte in Boston das College mit dem Abschluss 1952, war dann am Johns Mannville Research Center der US Army als Physiker und diente als Artillerieoffizier im Koreakrieg, wofür er den Bronze Star erhielt. Danach forschte er wieder im Johns Mannville Forschungszentrum unter anderem erfolgreich an Materialien für Bremsbacken für Züge und Lastwagen, um das Quietschen zu minimieren. Dann ging er an die Princeton University, wo er sich zunächst weiterbildete und dann Leiter der Magnet-Gruppe am Princeton-Penn Beschleuniger wurde. Ab 1964 war er in der Abteilung Forschung der Atomic Energy Commission (USAEC). 1966 bis 1969 war er Projektmanager für den Bates 400 MeV Linearbeschleuniger für Elektronen am MIT. Danach war er auf Einladung von Robert R. Wilson am Fermilab, wo er das Booster Synchrotron leitete und Leiter der Beschleuniger-Abteilung und der Abteilung Superconducting Energy Doubler Accelerator wurde. 
1975 wechselte er in die Fusionsforschung. Er wurde Projektmanager des Tokamak Fusion Test Reactor in Princeton und 1982 Associate Director des Princeton Plasma Physics Laboratory. 
1983 ging er an das Brookhaven National Laboratory, wo er 1984 Leiter des Relativistic Heavy Ion Collider (RHIC) wurde, was er bis 1988 blieb. Dann war er Projektmanager am Superconducting Super Collider (SSC), das Prestigeprojekt der Hochenergiephysik in den USA, dessen Entwicklung aber 1993 eingestellt wurde. Reardon befasste sich danach mit kleinen Protonenbeschleunigern für die Krebstherapie.
Nicht zuletzt wegen seiner kommunikativen und sozialen Fähigkeiten war er als Projektleiter gesucht und auch in vielen Beratungs- und Evaluationskomitees.